# Orchon Ich Surguul
Orchon Ich SurguulЬ (engl.: Orkhon University, mongolisch ОРХОН ИХ СУРГУУЛЬ) ist eine gemeinnützige, private Universität in Ulaanbaatar, Mongolei. Der Gründer Khajidsuren Nyamaa gründete die Universität 1992 als Orkhon Institute of Foreign Languages and Secretarial Training. 1998 wurde in Dsawchan-Aimag (Завхан Аймаг, Zavkhan) eine Zweigstelle eingerichtet. Das Postgraduate-Programm wurde 2002 eingeführt. Die Unterrichtssprache ist Mongolisch, aber es gibt einen Strategieplan, dass auf bilinguale Ausbildung, in Mongolisch und Englisch, umgestellt werden soll.

## Campus
Die Gebäude der Orkhon University befinden sich im Khan Uul-Distrikt (Хан-Уул) von Ulaanbaatar. Auf dem Gelände befinden sich Academic Building, Caféteria, Auditorium, Hörsaalgebäude, Bibliothek, Computer-Räume und Studentenwohnheime für Studenten und Mitarbeiter.

## Organisation
Die Universität wird geleitet von einem ehrenamtlichen Board of Directors, bestehend aus prominent mongolischen Führungspersönlichkeiten aus einem weiten Feld von Funktionen. Das Board of Directors ist Treuhänder der Universität und ist eine autonome Gruppe mit eigenen Richtlinien.

## Studium
Die Universität ist aufgeteilt in drei Fakultäten (Schools):
1. School of Humanities
2. School of Law
3. School of Economics and Business Management.

Sie bietet mehr als 20 Undergraduate-Abschlüsse, sowie Master-Abschlüsse in Accounting, Linguistics, Education, Business, Law, Social Work und Public Administration. Es gibt Doktorandenprogramme für Education, Linguistics und Accounting.

### Secondary School
Die Universität betreibt eine angeschlossen K-12 school, die Orkhon School, an der derzeit ca. 350 Schüler ausgebildet werden. Die Schule hat Zertifikate für die Cambridge International Examinations (CIE) auf den Primar- und Sekundarstufen.

### Internationale Partnerschaften
Die Orkhon University hat Partnerschaften mit Gimcheon University, Daegu University, der American University in Bulgaria, Ōtani-Universität, Tokyo University of Social Welfare, der Soros Foundation, sowie mit dem amerikanischen Friedenscorps.

## Affiliation und Akkreditierung
Orkhon University ist Vice president for international affairs im Consortium of Universities and Colleges of Mongolia und ist beim Mongolian National Council for Education Accreditation akkreditiert.